# Johann Daniel Köppel
Johann Daniel Köppel (... – XVIII secolo) è stato un architetto tedesco.

## Biografia
Dalle fonti si ritene che fosse originario di Hannover. Köppel fu allievo di Francesco Mitta e nell'ottobre 1729 sposò a Grauhof  Maria Agnese, una delle cinque femmine del suo maestro. Nel 1732 architetto del duomo di Hildesheim, e a Köppel si devono le costruzioni della chiesa di Santo Stefano a Goslar (1729-34), della Chiesa parrocchiale dei Santi Cosma e Damiano di Groß Düngen (1733) e la sacrestia della Chiesa Collegiata di San Giorgio di Goslar (1741).